# Leucania incognita
Leucania incognita là một loài bướm đêm trong họ Noctuidae.